# Férfi négypárevezős a 2012. évi nyári olimpiai játékokon
A 2012. évi nyári olimpiai játékokon az evezés férfi négypárevezős versenyszámát július 28. és augusztus 3. között rendezték Eton Dorney-ben. A versenyt a német hajó nyerte a horvát és az ausztrál egység előtt.

## Versenynaptár
Az időpontok helyi idő szerint, zárójelben magyar idő szerint olvashatóak.
| Dátum                      | Időpont       | Forduló     |
| -------------------------- | ------------- | ----------- |
| 2012. július 28., szombat  | 11:30 (12:30) | Előfutamok  |
| 2012. július 30., hétfő    | 10:00 (11:00) | Reményfutam |
| 2012. augusztus 1., szerda | 10:40 (11:40) | Elődöntők   |
| 2012. augusztus 3., péntek | 10:40 (11:40) | Döntő       |

## Eredmények
Az idők másodpercben értendők. A rövidítések jelentése a következő:
- QS: Elődöntőbe jutás helyezés alapján
- QA: Az A-döntőbe jutás helyezés alapján
- QB: A B-döntőbe jutás helyezés alapján

### Előfutamok
Három előfutamot rendeztek, öt, valamint négy-négy hajóval. Az első három helyezett automatikusan bejutott az elődöntőbe, a többiek a reményfutamba kerültek.
| Helyezés | Nemzet                                                                                         | Idő      | Mj       |
| 1. futam | 1. futam                                                                                       | 1. futam | 1. futam |
| -------- | ---------------------------------------------------------------------------------------------- | -------- | -------- |
| 1.       | Oroszország (RUS) · Vlagyiszlav Ryabcev, Alexej Svirin, Nikita Morgacsev, Szergej Fedorovcsev  | 5:42,26  | QS       |
| 2.       | Észtország (EST) · Andrei Jämsä, Allar Raja, Tonu Endrekson, Kaspar Taimsoo                    | 5:42,87  | QS       |
| 3.       | Franciaország (FRA) · Benjamin Chabanet, Matthieu Androdias, Pierre-Jean Peltier, Adrien Hardy | 5:44,25  | QS       |
| 4.       | Egyesült Államok (USA) · Wesley Piermarini, Alexander Osborne, Peter Graves, Elliot Hovey      | 5:50,25  |          |
| 5.       | Olaszország (ITA) · Matteo Stefanini, Francesco Fossi, Pierpaolo Frattini, Simone Raineri      | 6:08,99  |          |
| 2. futam |                                                                                                |          |          |
| 1.       | Horvátország (CRO) · David Sain, Martin Sinković, Damir Martin, Valent Sinković                | 5:39,08  | QS       |
| 2.       | Lengyelország (POL) · Konrad Wasielewski, Marek Kolbowicz, Michał Jeliński, Adam Korol         | 5:40,56  | QS       |
| 3.       | Ausztrália (AUS) · Christopher Morgan, Karsten Forsterling, James McRae, Daniel Noonan         | 5:41,56  | QS       |
| 4.       | Új-Zéland (NZL) · John Storey, Michael Arms, Matthew Trott, Robert Manson                      | 5:41,62  |          |
| 3. futam |                                                                                                |          |          |
| 1.       | Németország (GER) · Karl Schulze, Philipp Wende, Lauritz Schoof, Tim Grohmann                  | 5:39,69  | QS       |
| 2.       | Nagy-Britannia (GBR) · Stephen Rowbotham, Charles Cousins, Tom Solesbury, Matthew Wells        | 5:41,75  | QS       |
| 3.       | Ukrajna (UKR) · Vologyimir Pavlovszkij, Kontstantin Zaitsev, Szergij Grin, Ivan Dovgodko       | 5:43,46  | QS       |
| 4.       | Svájc (SUI) · Florian Stofer, Nico Stahlberg, André Vonarbug, Augustin Maillefer               | 5:45,13  |          |

### Reményfutam
Egy reményfutamot rendeztek, hat résztvevővel. Az első három helyezett bejutott az elődöntőbe, a negyedik kiesett.
| Helyezés | Nemzet                                                                                    | Idő      | Mj       |
| 1. futam | 1. futam                                                                                  | 1. futam | 1. futam |
| -------- | ----------------------------------------------------------------------------------------- | -------- | -------- |
| 1.       | Új-Zéland (NZL) · John Storey, Michael Arms, Matthew Trott, Robert Manson                 | 5:43,82  | QS       |
| 2.       | Olaszország (ITA) · Matteo Stefanini, Francesco Fossi, Pierpaolo Frattini, Simone Raineri | 5:44,57  | QS       |
| 3.       | Svájc (SUI) · Florian Stofer, Nico Stahlberg, André Vonarbug, Augustin Maillefer          | 5:44,90  | QS       |
| 4.       | Egyesült Államok (USA) · Wesley Piermarini, Alexander Osborne, Peter Graves, Elliot Hovey | 5:45,62  |          |

### Elődöntők
Két elődöntőt rendeztek, hat-hat résztvevővel. Az első három helyezett az A-döntőbe jutott, a többiek a B-döntőbe kerültek.
| Helyezés | Nemzet                                                                                         | Idő      | Mj       |
| 1. futam | 1. futam                                                                                       | 1. futam | 1. futam |
| -------- | ---------------------------------------------------------------------------------------------- | -------- | -------- |
| 1.       | Horvátország (CRO) · David Sain, Martin Sinković, Damir Martin, Valent Sinković                | 6:03,39  | QA       |
| 2.       | Ausztrália (AUS) · Christopher Morgan, Karsten Forsterling, James McRae, Daniel Noonan         | 6:05,45  | QA       |
| 3.       | Nagy-Britannia (GBR) · Stephen Rowbotham, Charles Cousins, Tom Solesbury, Matthew Wells        | 6:05,71  | QA       |
| 4.       | Új-Zéland (NZL) · John Storey, Michael Arms, Matthew Trott, Robert Manson                      | 6:10,95  | QB       |
| 5.       | Oroszország (RUS) · Vlagyiszlav Ryabcev, Alexej Svirin, Nikita Morgacsev, Szergej Fedorovcsev  | 6:13,61  | QB       |
| 6.       | Svájc (SUI) · Florian Stofer, Nico Stahlberg, André Vonarbug, Augustin Maillefer               | 6:19,64  | QB       |
| 2. futam |                                                                                                |          |          |
| 1.       | Németország (GER) · Karl Schulze, Philipp Wende, Lauritz Schoof, Tim Grohmann                  | 6:05,85  | QA       |
| 2.       | Észtország (EST) · Andrei Jämsä, Allar Raja, Tonu Endrekson, Kaspar Taimsoo                    | 6:07,85  | QA       |
| 3.       | Lengyelország (POL) · Konrad Wasielewski, Marek Kolbowicz, Michał Jeliński, Adam Korol         | 6:10,75  | QA       |
| 4.       | Franciaország (FRA) · Benjamin Chabanet, Matthieu Androdias, Pierre-Jean Peltier, Adrien Hardy | 6:12,81  | QB       |
| 5.       | Ukrajna (UKR) · Vologyimir Pavlovszkij, Kontstantin Zaitsev, Szergij Grin, Ivan Dovgodko       | 6:16,23  | QB       |
| 6.       | Olaszország (ITA) · Matteo Stefanini, Francesco Fossi, Pierpaolo Frattini, Simone Raineri      | 6:18,96  | QB       |

### Döntők
A döntők mezőnye az előfutamok alapján alakult ki.

#### B-döntő
A B-döntőt hat hajóval rendezték, az előfutamok 4–6. helyezettjeivel.
| Helyezés (Összesített) | Nemzet                                                                                         | Idő     |
| ---------------------- | ---------------------------------------------------------------------------------------------- | ------- |
| 1. (7.)                | Új-Zéland (NZL) · John Storey, Michael Arms, Matthew Trott, Robert Manson                      | 5:58,88 |
| 2. (8.)                | Oroszország (RUS) · Vlagyiszlav Ryabcev, Alexej Svirin, Nikita Morgacsev, Szergej Fedorovcsev  | 5:59,17 |
| 3. (9.)                | Ukrajna (UKR) · Vologyimir Pavlovszkij, Kontstantin Zaitsev, Szergij Grin, Ivan Dovgodko       | 6:01,23 |
| 4. (10.)               | Franciaország (FRA) · Benjamin Chabanet, Matthieu Androdias, Pierre-Jean Peltier, Adrien Hardy | 6:02,12 |
| 5. (11.)               | Olaszország (ITA) · Matteo Stefanini, Francesco Fossi, Pierpaolo Frattini, Simone Raineri      | 6:02,57 |
| 6. (12.)               | Svájc (SUI) · Florian Stofer, Nico Stahlberg, André Vonarbug, Augustin Maillefer               | 6:04,37 |

#### A-döntő
Az A-döntőt hat hajóval rendezték, az előfutamok 1–3. helyezettjeivel.
| Helyezés | Nemzet                                                                                  | Idő     |
| -------- | --------------------------------------------------------------------------------------- | ------- |
| Arany    | Németország (GER) · Karl Schulze, Philipp Wende, Lauritz Schoof, Tim Grohmann           | 5:42,48 |
| Ezüst    | Horvátország (CRO) · David Sain, Martin Sinković, Damir Martin, Valent Sinković         | 5:44,78 |
| Bronz    | Ausztrália (AUS) · Christopher Morgan, Karsten Forsterling, James McRae, Daniel Noonan  | 5:45,22 |
| 4.       | Észtország (EST) · Andrei Jamsa, Allar Raja, Tonu Endrekson, Kaspar Taimsoo             | 5:46,96 |
| 5.       | Nagy-Britannia (GBR) · Stephen Rowbotham, Charles Cousins, Tom Solesbury, Matthew Wells | 5:49,19 |
| 6.       | Lengyelország (POL) · Konrad Wasielewski, Marek Kolbowicz, Michał Jeliński, Adam Korol  | 5:51,74 |